# Steirerangst
Steirerangst (ursprünglicher Arbeitstitel Steirerglück) ist der neunte Teil der österreichischen Landkrimi-Filmreihe in der Steiermark aus dem Jahr 2023 von Wolfgang Murnberger. Bei dem Film handelt es sich um die Fortsetzung von Steirerblut (2014), Steirerkind (2018), Steirerkreuz (2019), Steirerwut (2020), Steirertod und Steirerrausch (beide 2021) sowie Steirerstern und Steirergeld (beide 2022). Das Drehbuch von Wolfgang und Maria Murnberger basiert auf den Figuren aus Claudia Rossbachers Steirerkrimis.
Auf Flimmit wurde der Film am 11. April 2023 veröffentlicht. Die Erstausstrahlung in Österreich erfolgte am 18. April 2023 im ORF, in Deutschland am 22. April 2023 im Ersten.

## Handlung
Sascha Bergmann vom LKA Graz und dessen Kollegin Anni Sulmtaler untersuchen den Mord an der Geschäftsfrau Katrin Fischer, der Betreiberin von Katrins Einrichterei, die erschossen auf dem Boden eines Hotelzimmers aufgefunden wird. Zuvor hatte sie an einem Kuschelseminar teilgenommen, das von Elmar von Breuer und dessen Frau Sonja geleitet wurde.
Zu den Verdächtigen zählt der gewalttätige Ex-Mann Andreas Fischer, der mittlerweile mit Jenny Bauer liiert ist. Er gibt an, Katrin vor vier Wochen das letzte Mal gesehen zu haben und bis Mitternacht am Hof seiner Mutter Helga beschäftigt gewesen zu sein, wie sein Kollege bestätigt. Katrin Fischer hatte sich die Verkaufsfläche mit dem Antiquitätenhändler Jure Korosek geteilt. Er war vier Monate mit der Miete im Verzug und hatte bei Katrin 10.000 Euro Schulden. Korosek behauptet zur Tatzeit zu Hause in Ljubljana gewesen zu sein, dafür gibt es allerdings keine Zeugen. Korosek verkaufte auch gestohlene Antiquitäten und war wegen Diebstahl vorbestraft, sein Waffenschein wurde eingezogen. Katrin hatte sich aus Angst vor ihrem Mann von Korosek eine Pistole besorgt, aufgrund eines übereinstimmenden Projektiles handelt es sich dabei um die Tatwaffe.
Gemeinsam mit seiner Chefin Nicole Sturm nimmt Bergmann undercover an einem Kuschelseminar teil. Im Gegensatz zu offenen Kuschelparties werden die Seminare zu Trainingszwecken für angehende Kuscheltrainer gefilmt, Sulmtaler sichtet die Aufnahmen hinsichtlich der Teilnehmer. Auf den Videos hatte Elmar von Breuer Katrin Fischer, die in der Vergangenheit wiederholt an den Seminaren teilgenommen hatte, getröstet, nachdem sie ihm von ihrem Problemen mit ihrem Mann erzählt hatte. Die Ermittler vermuten, dass Katrin Fischer ein Verhältnis mit Elmar von Breuer gehabt haben könnte, nicht zuletzt, weil sie von Sigrid Wagner, der Freundin des Opfers erfahren, dass Katrin eine Affäre mit einem verheirateten Mann hatte. Damit hätte Sonja von Breuer Eifersucht als mögliches Tatmotiv, außerdem hat sie für die Tatzeit kein Alibi.
Spurensicherer Bernd Kofler findet im Hotelzimmer von Katrin eine DNA-Probe, die von Elmar von Breuer stammt. Der gesteht, dass er eine Affäre mit Katrin hatte und in der Mordnacht mit ihr verabredet war. Das Handy des Opfers war seit der Mordnacht verschwunden, Elmar von Breuer hatte es mitgenommen, nachdem er die Tote entdeckt hatte. Möglicherweise hatte Katrin Elmar damit gedroht, das Verhältnis seiner Frau zu verraten, und er wollte sie deswegen zum Schweigen bringen.
Nachdem Gruppeninspektorin Lena Schaffer und ein weiterer Polizeibeamter Andreas Fischer nochmals zur Vernehmung bringen sollen, schießt Fischer den Polizisten an und flüchtet mit Spurensicherer Bernd Kofler als Geisel Richtung slowenischer Grenze. Bergmann und Sulmtaler nehmen die Verfolgung auf. Als Fischer mit seiner Waffe auf Sulmtaler zielt, wird er von ihr in der Mur erschossen. Fischer hatte die Trennung von seiner Frau nicht verkraftet und sie deswegen ermordet.

## Produktion und Hintergrund
Die Dreharbeiten fanden vom 23. August bis zum 20. September 2022 unter dem Arbeitstitel Steirerglück in der Steiermark statt. Drehorte waren unter anderem Leibnitz, Gössendorf und Laßnitzhöhe.
Produziert wurde der Film von der Allegro Film (Produzenten Helmut Grasser und Gabi Stefansich), beteiligt waren der Österreichische Rundfunk und die ARD (Degeto Film), unterstützt wurde die Produktion vom Fernsehfonds Austria und Cinestyria Filmcommission and Funds.
Die Kamera führte Peter von Haller, die Montage verantwortete Bettina Mazakarini und die Musik schrieb Roman Kariolou. Das Kostümbild gestaltete Brigitta Fink, das Szenenbild Maria Gruber, den Ton Dietmar Zuson und das Maskenbild Karoline Strobl.

## Rezeption

### Kritiken
Volker Bergmeister bewertete den Film auf tittelbach.tv mit vier von sechs Sternen und bezeichnete die Produktion als „kurzweilige Mischung aus Spannung und Witz, Wendungen und Pointen –  mit einem zehnminütigen Showdown, bei dem man das Gefühl hat, man ist nicht in der reizvollen Steiermark, sondern mitten im Wilden Westen“.
Daniel Hadler schrieb in der Kleinen Zeitung, dass diese Folge besonders in den Details glänze. Weil die Wertschätzung für den Dialekt im österreichischen Film angekommen sei, feiere Regisseur Wolfgang Murnberger das Steirische.
Oliver Armknecht vergab auf film-rezensionen.de sechs von zehn Punkte, im Vergleich zur vorherigen Episode gebe es bei dieser Folge wieder mehr Humor, vor allem das Kuschelseminar sei schön skurril. Gegen Ende spitze sich die Geschichte auch noch so stark zu, dass der Film trotz eines nicht überragenden Falls unterhaltsam sei.
Tilmann P. Gangloff schrieb auf evangelisch.de, dass Wolfgang Murnbergers Inszenierung ähnlich entspannt sei wie der Chefinspektor. Auch wenn der Fall an sich nicht gerade spektakulär sei, sei diese Folge in erster Linie wegen des originellen Kuschelrahmens sehenswert. Das Action-Finale mit Schießerei und Verfolgungsjagd sei überraschend spannend.

### Einschaltquoten
Die Erstausstrahlung im ORF im April 2023 erreichte bis zu 768.000 und durchschnittlich 713.000 Zuseher, der Marktanteil betrug 27 Prozent.

Bei der Erstausstrahlung von Steirerangst im Ersten am 22. April 2023 verfolgten in Deutschland insgesamt 5,78 Millionen Zuschauer die Filmhandlung, was einem Marktanteil von 23,1 Prozent für Das Erste entsprach. In der als Hauptzielgruppe für Fernsehwerbung deklarierten Altersgruppe von 14–49 Jahren erreichte Steirerangst 0,38 Millionen Zuschauer und damit einen Marktanteil von 7,3 Prozent in dieser Altersgruppe.